# Howa Type 89

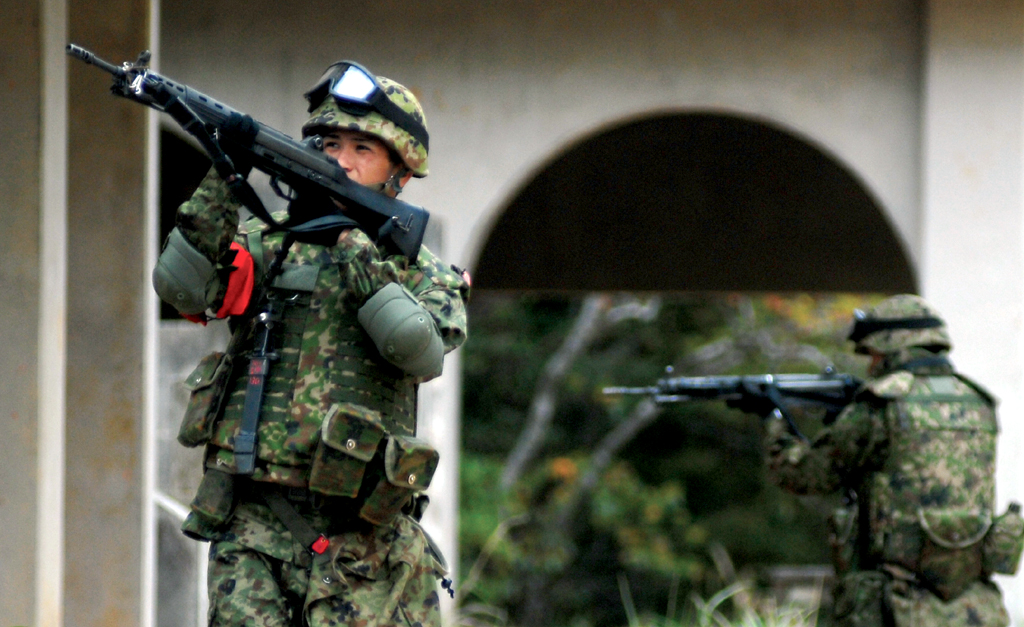
Militares do exército japonês em um treinamento, armados com seu fuzil Type 89.

O Howa Type 89 (豊和89式アサルトライフル, howa-hachi-kyū-shiki-asaruto-raifuru) é um fuzil de assalto japonês, usado por suas forças armadas. Considerado muito eficiente, nunca foi exportado devido a restrições legais.
Substituiu o fuzil de batalha Howa Type 64 em unidades de linha de frente.
Atualmente o governo japonês pretende substituir o Howa 89 pelo Howa Type 20, em serviço desde 2019.

## Variantes
A única variante do Tipo 89 que está servindo no campo é o fuzil Type 89-F, que tem um estoque dobrável com o original Type 89 tendo uma soleira sólida. O primeiro foi referido como o Type 89 Para. Emitido aos soldados transportados por via aérea, aos petroleiros, aos soldados do reconhecimento, aos soldados de infantaria blindada, etc. A soleira dobrável se dobra para o lado esquerdo, para não cobrir a alavanca de seletor no lado direito. A soleira é fracamente bloqueada quando dobrado, dificultando o transporte por alça na posição dobrada.[carece de fontes?]